# Sarcocapnos enneaphylla
Sarcocapnos enneaphylla är en vallmoväxtart som först beskrevs av Carl von Linné, och fick sitt nu gällande namn av Augustin Pyrame de Candolle. Sarcocapnos enneaphylla ingår i släktet Sarcocapnos och familjen vallmoväxter. En underart finns: S. e. saetabensis.

## Bildgalleri

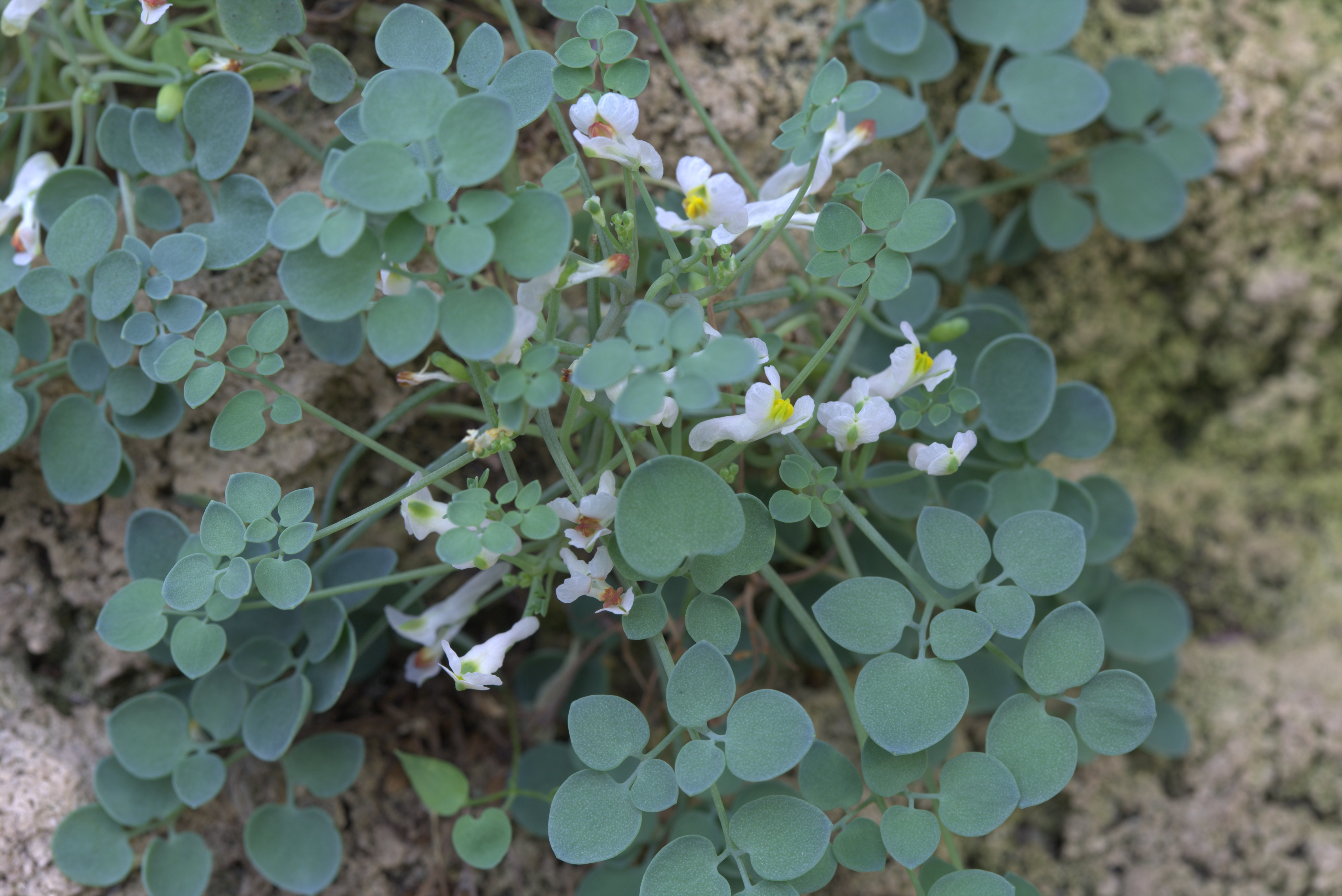
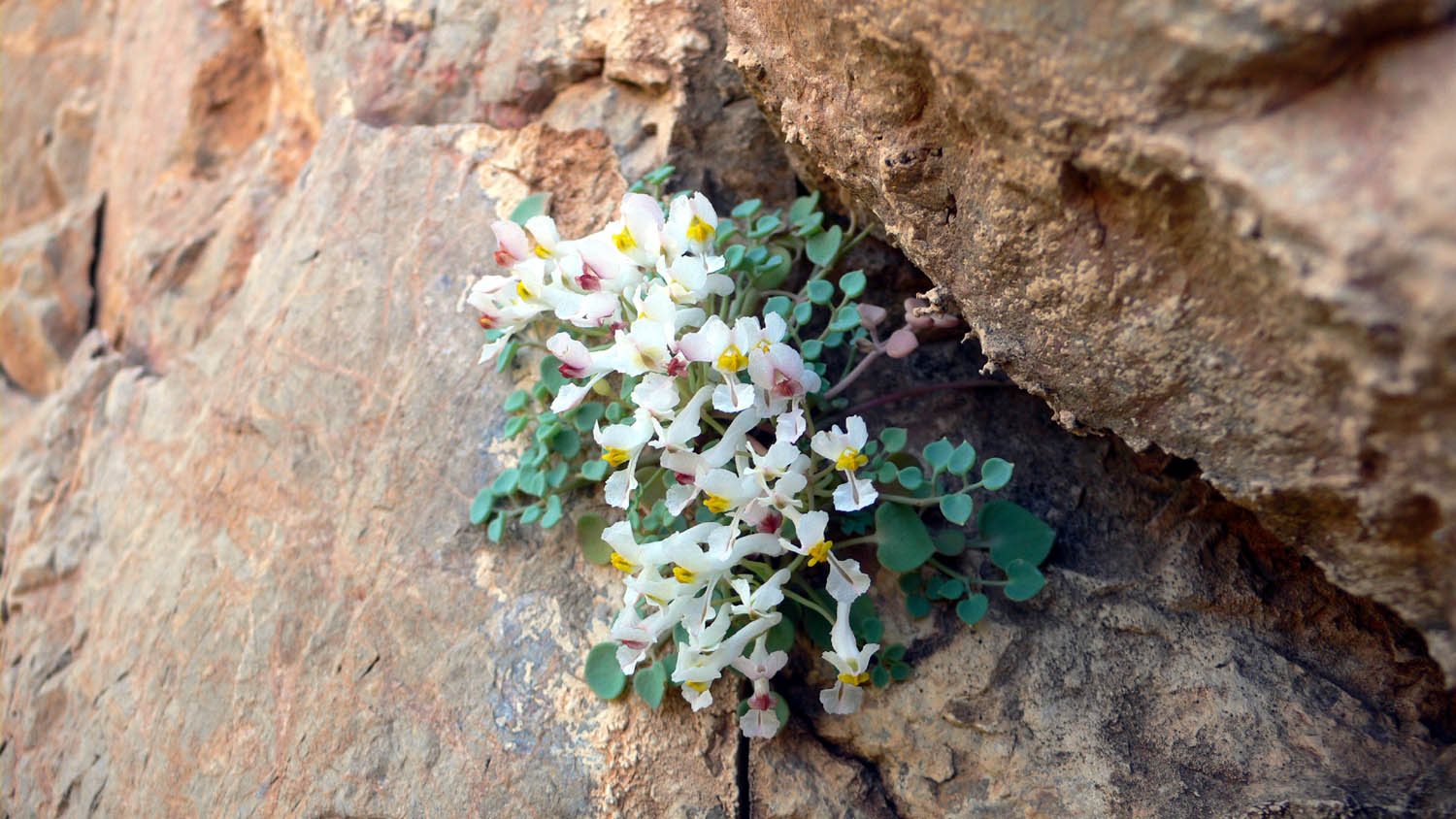
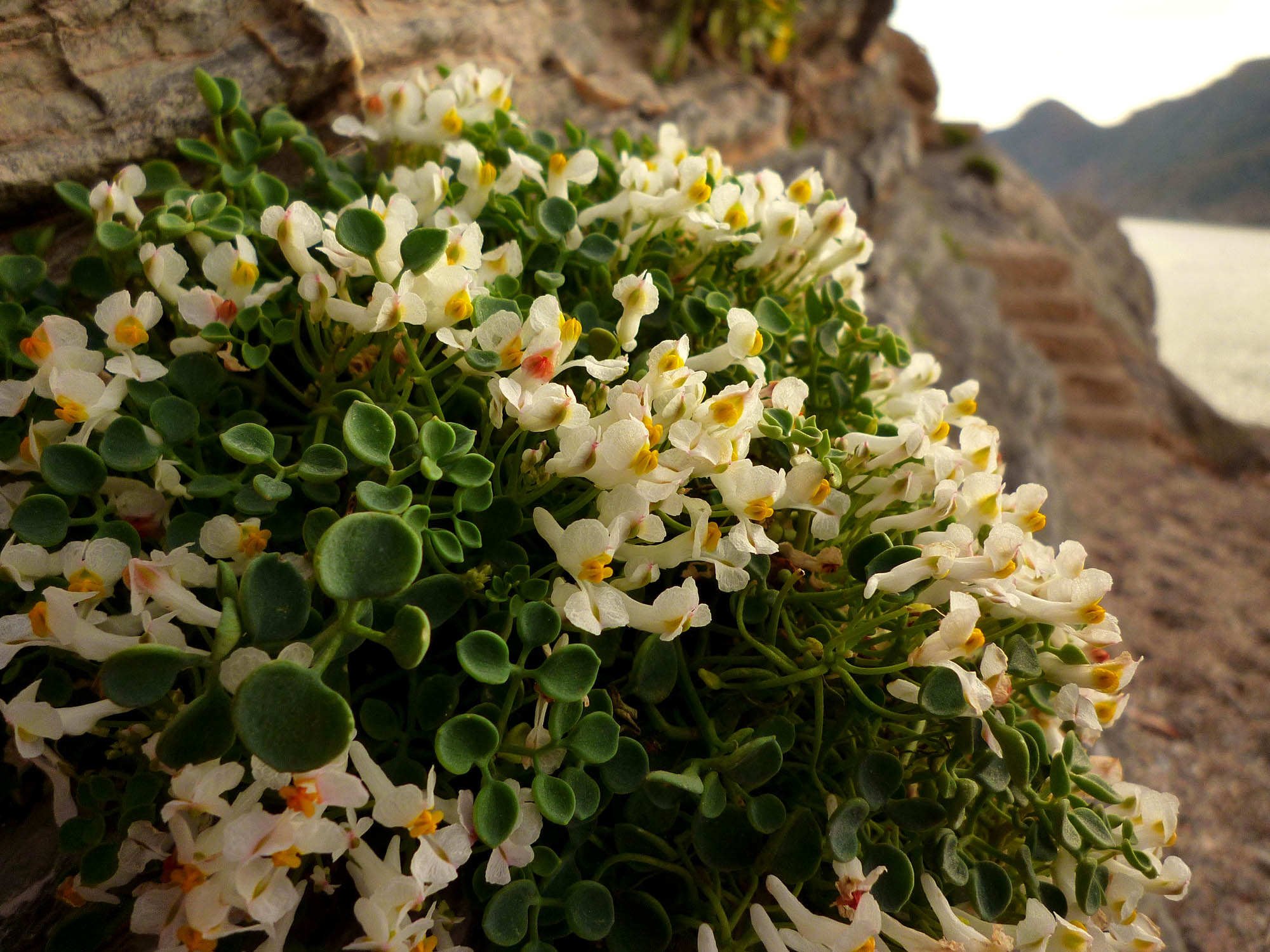